# Likhoslavl
Likhoslavl é uma cidade da Rússia, o centro administrativo do raion de Oblast de Tver. Na cidade há estação do caminho-de-ferro Moscovo-São Petersburgo.